# Francesca Colavita
Francesca Colavita (Campobasso, 1989) è una biologa italiana.
Specializzata in Microbiologia e Virologia, fa parte del team di ricercatori dell'Istituto nazionale per le malattie infettive "Lazzaro Spallanzani" che a febbraio 2020 ha isolato il SARS-CoV-2, insieme a Maria Rosaria Capobianchi e Concetta Castilletti. La sequenza parziale del virus, denominato 2019-nCoV/Italy-INMI1, è stata depositata nel database Gen Bank.

## Biografia
Francesca Colavita ha ottenuto la laurea magistrale in biologia applicata alla ricerca biomedica presso l'Università degli studi di Roma "La Sapienza" nel 2013, e nel 2017 si è specializzata in microbiologia e virologia nella stessa università. Ha lavorato in Africa, tra Liberia e Sierra Leone, durante l'epidemia di Ebola..